# 伊維奎群島縣

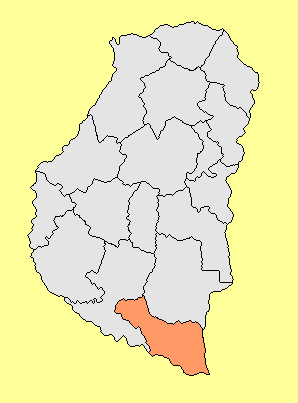

33°42′45″S 58°39′44″W / 33.71250°S 58.66222°W
伊維奎群島縣（西班牙語：Departamento Islas del Ibicuy），是阿根廷的縣份，位於該國東北部恩特雷里奧斯省，首府設於帕拉納西托鎮，面積4,500平方公里，2010年人口12,077，人口密度每平方公里2.68人。